# Elisabeth Warling

Elisabeth Warling (1858 i Stockholm – 1915) var en svensk maler. 
Hun studerede ved Kungliga Akademien för de fria konsterna 1876-83 og derefter i Paris og  Barbizon. Hun har malet portrætter i harmoniske farver, af især kvinder og børn. Men også landskabsmaleri og genrebilleder findes i hendes produktion.

## Galleri
- Liten flicka i dörröppning.
- Portræt af riksantikvarien Hans Olof Hildebrand, 1897.
- Portræt af friherre kaptajn Lars Gustaf von Paykull, 1890.
- Strandvägen-Stockholm, (1874).